# Discocheilus wui
Discocheilus wui és una espècie de peix cipriniforme de la família dels ciprínids.
Els adults poden assolir 7 cm de longitud total. És un peix d'aigua dolça i de clima tropical. Es troba a Àsia: la Xina.